# Francesco Nappi
Francesco Nappi (Milano, 1565 circa – Roma, 13 maggio 1630) è stato un pittore italiano.

## Biografia
Scarse sono le notizie biografiche che abbiamo sul pittore. Si presume sia nato intorno al 1565 a Milano. Poco sappiamo anche della sua formazione artistica: Sebastiano Resta (1635-1714), curatore di collezioni di disegni e collezionista a sua volta, ritiene che sia stato allievo di Pier Francesco Mazzucchelli, detto il Morazzone, ipotesi che mal si accorda con la data di nascita di quest'ultimo, 1573, che è posteriore a quella del suo presunto allievo.
Secondo il Baglione, pittore coevo e biografo di artisti, Nappi, dopo un precedente soggiorno in Veneto, si trasferì a Roma negli ultimi anni del Cinquecento e, già dagli inizi del secolo successivo, si conoscono alcuni suoi lavori nella città eseguiti per le congregazioni dell'Accademia di San Luca.
In occasione del giubileo del Seicento, incaricato dal cardinale Antonio Maria Salviati, decorò l'abside della chiesa di San Giacomo. Tra il 1603 e il 1607, commissionati dal vescovo Andrea Fernández de Córdoba, dipinse gli affreschi nel chiostro della basilica di Santa Maria sopra Minerva, che possono essere considerati la sua opera migliore. È possibile attribuire in parte al Nappi anche gli affreschi, in cattivo stato di conservazione ma ancora leggibili, realizzati nello stesso periodo, in uno stile postridentino e con abile resa della prospettiva, insieme con il pittore romano Girolamo Nanni, nella cappella di San Gregorio della basilica di Santa Croce in Gerusalemme.
Le pitture della cappella dell'Annunziata nella chiesa di Santa Maria in Monserrato degli Spagnoli (affreschi sulle pareti laterali con storie della Vergine: Nascita di Maria e Assunzione di Maria in cielo e il dipinto ad olio dell'altare L'Annunciazione) eseguite nel 1624-1626, sono tra le ultime opere realizzate.
Nella Chiesa di Santa Maria in Aquiro a Roma ha dipinto L'Annunciazione, la pala d'altare della terza cappella laterale sinistra, dedicata alla Vergine Annunziata.
Pochi sono i disegni che possono essere attribuiti al Nappi: un disegno preparatorio per un affresco conservato al Louvre e altri due nel Gabinetto dei disegni e delle stampe della fiorentina Galleria degli Uffizi.
Morì a Roma, nel rione Colonna, all'età di circa sessantacinque anni, nel 1630.